# Reza Asghari
Reza Asghari (persisch رضا اصغری; * 1. April 1961 in Isfahan, Iran) ist ein iranisch-deutscher Wirtschaftswissenschaftler und Politiker (CDU). Er ist seit 2025 Mitglied des Deutschen Bundestages.

## Leben
Asghari wuchs in Isfahan auf und schloss sich 1978 der Jugendorganisation der gegen das Schah-Regime gerichteten kommunistischen Tudeh-Partei an. 1979 begann er ein Studium des Bauingenieurwesens. Im Juni 1980 wurden alle Universitäten im Iran im Zuge der nach der Islamischen Revolution von Ruhollah Chomeini angeordneten Kulturrevolution geschlossen. Anschließend wurde er aus politischen Gründen zwangsexmatrikuliert. 1980 bis 1982 war er als privater Nachhilfelehrer in Isfahan tätig. Im August 1983 wurde er verhaftet und zunächst in Folterhaft genommen. Im Oktober 1983 wurde er in ein normales Gefängnis verlegt. Im März 1986 wurde er aus der Haft entlassen. Anschließend kehrte er in seine Heimatstadt Isfahan zurück, um sein Studium wieder aufnehmen, was ihm jedoch verwehrt wurde. Stattdessen wurde er zum Wehrdienst verpflichtet, was zu dieser Zeit einen Kriegseinsatz im Ersten Golfkrieg bedeutet hätte. Daraufhin flüchtete er im August 1987 über Istanbul und Ost-Berlin nach West-Berlin. Er stellte einen Asylantrag, kam nach Braunschweig und wurde im Juni 1988 als politischer Flüchtling anerkannt.
Von 1988 bis 1989 besuchte Asghari einen Deutschkurs der Otto Benecke Stiftung in Hannover. 1989 begann er ein Studium der Wirtschaftsinformatik an der TU Braunschweig, das er 1994 abschloss. Daraufhin folgte eine Promotion auf dem Gebiet der Entwicklungs- und Wachstumsökonomie an der TU Braunschweig, die er 1997 abschloss. Anschließend war er zunächst für Preussag und Oracle tätig.
Von 2000 bis 2009 war Asghari Professor für Betriebswirtschaftslehre, Internetökonomie und E-Business an der Ostfalia Hochschule für angewandte Wissenschaften. Seit 2009 ist er Professor für Entrepreneurship an der TU Braunschweig und Ostfalia Hochschule. In dieser Funktion ist er auch Leiter des an beiden Hochschulen angesiedelten Entrepreneurship Hubs.

## Politik
Asghari ist Mitglied der CDU, des Wirtschaftsrats der CDU und der Mittelstands- und Wirtschaftsunion. Er ist seit 2017 Vertrauensdozent der Konrad-Adenauer-Stiftung.
Bei der Bundestagswahl 2025 kandidierte Asghari im Bundestagswahlkreis Salzgitter – Wolfenbüttel und auf Platz 14 der CDU-Landesliste, verfehlte jedoch zunächst den Einzug in den Bundestag. Am 10. Juni 2025 rückte er für Henning Otte in den Bundestag nach, nachdem dieser zum Wehrbeauftragten des Deutschen Bundestages gewählt worden war.

## Schriften (Auswahl)
- Iranian disease und Institutional gap: zur Bedeutung des Erdölsektors und der Islamisierung von Institutionen für die iranische Volkswirtschaft, Peter-Lang-Verlagsgruppe, Frankfurt am Main 1998, ISBN 3-631-32423-5
- E-Government in der Praxis, Software & Support Verlag GmbH, Frankfurt 2005, ISBN 3-935042-53-1